# 1941 في فرنسا
فيما يلي قوائم الأحداث التي وقعت خلال عام 1941 في فرنسا.

## سياسة

### تعيين في المنصب
- 10 فبراير – مارسال بيروتون وزير الداخلية.
- 10 فبراير – مارسال بيروتون وزير الداخلية.

### انتهاء فترة المنصب
- 9 فبراير – مارسال بيروتون وزير الداخلية، وزير الداخلية.
- 9 فبراير – مارسال بيروتون وزير الداخلية، وزير الداخلية.

## كتب
من الكتب التي صدرت هذه السنة في فرنسا:
- 1 يناير – مليارات أرسين لوبين من تأليف موريس لوبلان.

## مواليد

### يناير
- 1 يناير – أغنيس تروبلي
- 2 يناير – جان بيير ديستروميلي لاعب كرة قدم.
- 29 يناير – روبرت بيري لاعب كرة قدم فرنسي.

### مارس
- 3 مارس – أندريه غاي لاعب كرة قدم فرنسي.
- 6 مارس – غابرييل دي ميشيل لاعب كرة قدم فرنسي.
- 19 مارس – فلورنس ديلاي كاتبة فرنسية.
- 25 مارس – جاك سيمون لاعب كرة قدم فرنسي.

### أبريل
- 25 أبريل – بيرتراند تافاري
- 28 أبريل – لوسيان إيمار درّاج طريق فرنسي.

### مايو
- 15 مايو – إيدي شوتز درّاج طريق لوكسمبورغي.

### يونيو
- 18 يونيو – روجيه لومير لاعب كرة قدم فرنسي.
- 29 يونيو – جاك توبون سياسي فرنسي.

### يوليو
- 13 يوليو – جاك بيرين

### أغسطس
- 28 أغسطس – أندريه بيران لاعب كرة قدم فرنسي.

### سبتمبر
- 13 سبتمبر – بيير بارثس لاعب كرة مضرب فرنسي.

### نوفمبر
- 25 نوفمبر – فيليب أونوريه
- 27 نوفمبر – إيمي جاكيه لاعب كرة قدم فرنسي.

### ديسمبر
- 7 ديسمبر – جوني شوت لاعب كرة قدم فرنسي.
- 16 ديسمبر – روبرت ويرتز
- 26 ديسمبر – جيلبرت ماير سياسي فرنسي.

## وفيات

### يناير
- 4 يناير – هنري برجسون (مواليد 1859) فيلسوف فرنسي.

### فبراير
- 19 فبراير – جاك كوري (مواليد 1855) فيزيائي فرنسي.
- 21 فبراير – نويل ليتييه (مواليد 1908) لاعب كرة قدم فرنسي.

### مارس
- 1 مارس – ألبرت لامبرت (مواليد 1865) ممثل فرنسي.
- 18 مارس – هنري كورنيه (مواليد 1884) درّاج طريق فرنسي.

### يوليو
- 26 يوليو – هنري لوبيغ (مواليد 1875) رياضياتي فرنسي.

### أغسطس
- 14 أغسطس – بول ساباتييه (مواليد 1854)

### سبتمبر
- 21 سبتمبر – هنري باشلن (مواليد 1879) كاتب فرنسي.

### أكتوبر
- 25 أكتوبر – روبرت ديلوناي (مواليد 1885) رسام فرنسي.

### نوفمبر
- 6 نوفمبر – موريس لوبلان (مواليد 1864) كاتب فرنسي.

### ديسمبر
- 6 ديسمبر – لويس برتران (مواليد 1866) مؤرخ فرنسي.
- 11 ديسمبر – شارل إميل بيكار (مواليد 1856) رياضياتي فرنسي.